# 孫泰蔵
孫 泰藏（そん たいぞう、韓国名：손태장、1972年9月29日 - ）は、日本の実業家、投資家。

## 概要
2015年現在、A hub for startup ecosystemを標榜するMistletoe株式会社の代表取締役社長。その他、ガンホー・オンライン・エンターテイメント株式会社の創業者で取締役（元代表取締役会長）、実践型インターンシップ・社会起業・起業支援を行う特定非営利活動法人エティックの理事など。東京大学経済学部卒業。兄はソフトバンクグループの創業者である孫正義。

## 人物・来歴
佐賀県鳥栖市出身。全教研久留米本部で学び久留米大学附設中学校・高等学校を卒業。東京大学経済学部在学中の1996年、Yahoo! JAPANの立ち上げに参画し、コンテンツ開発の統括者としてプロジェクトに大きく貢献した。その後、Yahoo! JAPANの運営やコンテンツ制作をサポートするインディゴ株式会社を設立し、代表取締役に就任。アプリケーションサービスプロバイダやシステムインテグレーション等、インターネット関連ビジネスを手掛ける。
1998年、ガンホー・オンライン・エンターテイメント株式会社の前身となるオンセール株式会社の設立に参画、代表取締役に就任。2002年に現行の社名に変更するとともに、韓国のゲーム会社であるGravity社よりラグナロクオンラインの日本国内運営権を獲得し、PCオンラインゲーム運営事業を開始。同社は2005年3月9日に大証ヘラクレス市場（現・ジャスダック）上場。
2012年2月にリリースしたスマートフォン・タブレット向けアプリ「パズル&ドラゴンズ」(iOS/Android) は同社の業績に大きく貢献し、2013年には時価総額が一時、1兆円を突破した。
2009年、本格的なスタートアップ支援を開始するために、MOVIDA JAPAN株式会社を設立、代表取締役CEOに就任。スタートアップ企業への投資および育成を行うシード・アクセラレーター部門を設置し、数多くのスタートアップ企業を輩出した。なお、2014年6月をもって、MOVIDA JAPANのシード・アクセラレーション・プログラムは終了しており、MOVIDA JAPANの投資機能はベンチャー・キャピタル・ファンドであるGenuine Startupsとして独立した。
2013年、シード・アクセラレーションから踏み込んでさらに広範囲なスタートアップ支援を行うべく、Mistletoe株式会社を設立。同社は、IoTスタートアップの育成を行う株式会社ABBALab（アバラボ）や、インダストリアル・デザイナーの起業教育を行うGEUDA（ギウーダ）一般社団法人等の数多くの起業家・スタートアップ育成活動のサポート、スタートアップ・コミュニティの構築、国内外のスタートアップ企業への出資ならびに育成および、独立系ベンチャー・キャピタル・ファンドへの出資等、包括的にスタートアップ生態系の形成・発展に貢献している。

## テレビ出演
- 日経スペシャル カンブリア宮殿 今こそ日本にシリコンバレーを！ ITベンチャーで世界を目指せ（2013年4月4日、テレビ東京）[12]

## 書籍

### 著書
- 『孫家の遺伝子』（2002年8月5日、角川書店）ISBN 9784048837644
- 『東アジアが変える未来』（著者:孫泰蔵 劉慈欣 オードリー・タン ホン・ソクキョン ほか全6名、編者:Voice編集部）（2021年10月15日、PHP研究所 PHP新書）ISBN 9784569850511
- 『冒険の書 AI時代のアンラーニング」（2023年2月16日、日経BP）ISBN 9784296000777

### 監修
- 『僕たちがスタートアップした理由』（著者:MOVIDA JAPAN株式会社Seed Acceleration Div.、監修:孫泰蔵）（2012年10月6日、フォレスト出版）ISBN 9784894515345
- 『ブロックチェーン、AIで先を行くエストニアで見つけたつまらなくない未来』（著者:小島健志、監修:孫泰蔵）（2018年12月21日、ダイヤモンド社）ISBN 9784478106204